# IC 2184
IC 2184 هو اصطدام مجري، يقع في كوكبة الزرافة. اكتشف في 24 يناير 1900 .

## روابط خارجية
- IC 2184 على موقع ويكي سكاي: DSS2, SDSS, GALEX, IRAS, Hydrogen α, X-Ray, Astrophoto, Sky Map, Articles and images